# Armand Dufaux

Henri Dufaux (links) und Armand Dufaux, 1905

Armand Dufaux (* 13. Januar 1883 in Paris; † 17. Juli 1941 in Genf) war ein französisch-schweizerischer Luftfahrtpionier, Erfinder und Konstrukteur.

## Leben und Werk
Armand Dufaux, sein Bruder Henri und seine jüngere Schwester wuchsen als Kinder von Noémie de Rochefort-Luçay (1856–1943) und des Malers und Bildhauers Frédéric Dufaux (1852–1943) in Paris und Genf auf. Armand besuchte in Paris die école Latour und studierte anschliessend Mechanik.
In ihrem Familienunternehmen H. & A. Dufaux fils (HADF)  konstruierten die Brüder im Jahr 1898 einen Hilfsmotor, der sich in einem Rahmen aus zwei Stahlrohren ins Rahmendreieck eines Herrenfahrrads einschrauben liess (Patent Nr. 21167 vom 24. Februar 1900). Mittels eines Antriebsriemens und einer am Hinterrad befestigten Riemenfelge wurde das Fahrrad «… selbst bei mechanisch ungeschulten Personen in fünf Minuten zum Motorrad».

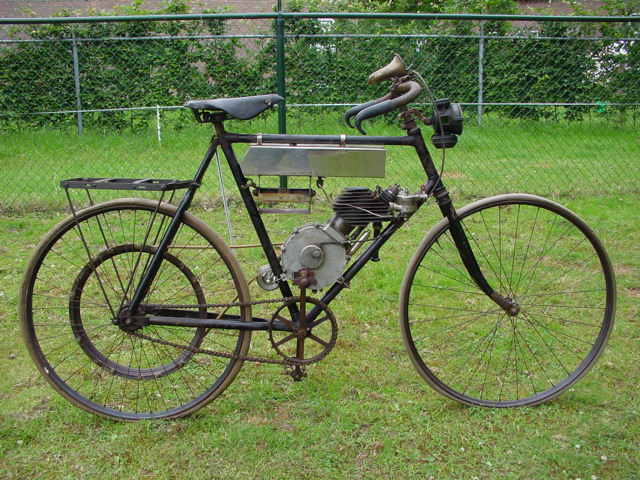
Ein Herrenfahrrad mit dem Motosacoche-Hilfsmotor

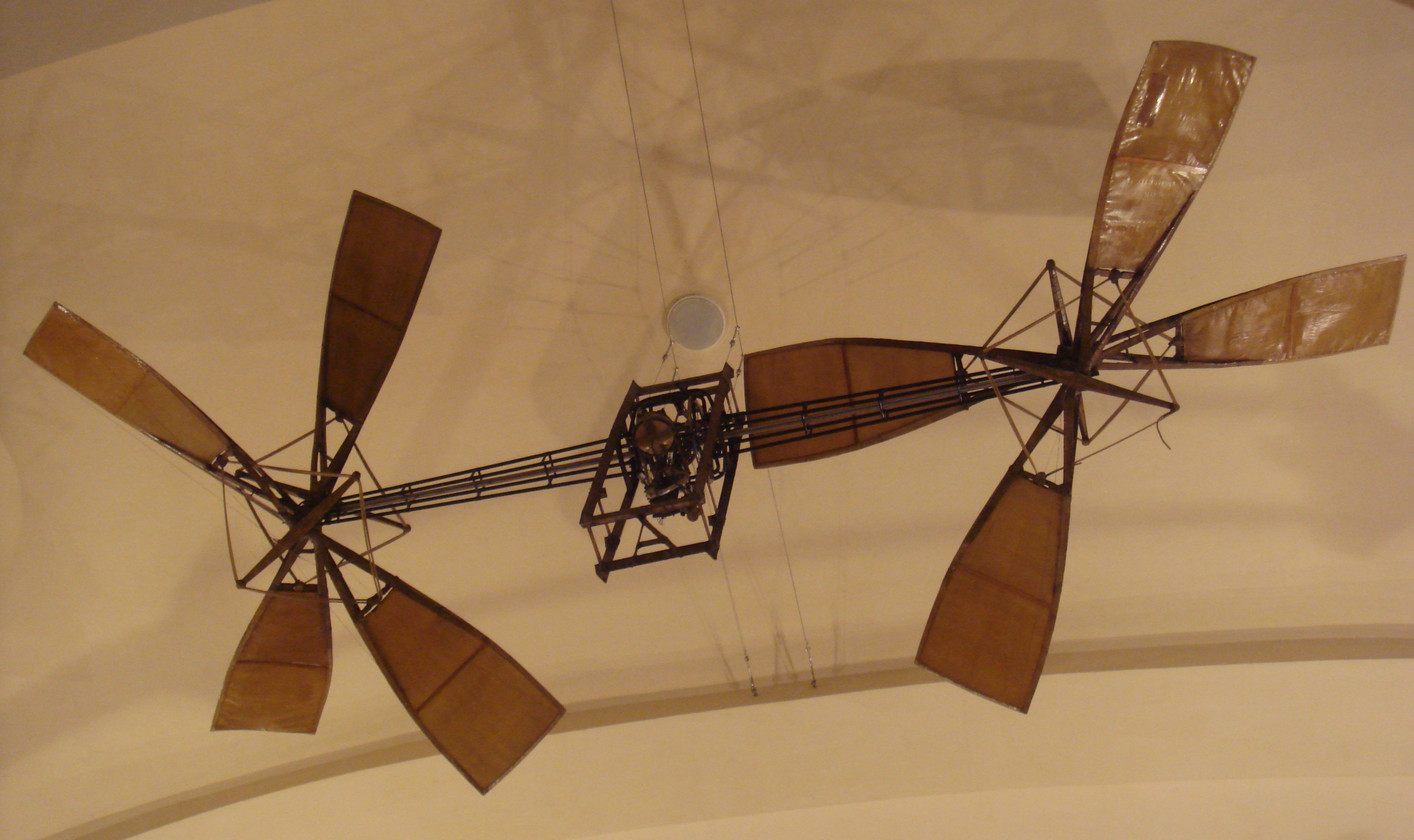
Der Dufaux-Helikopter im Musée des arts et métiers in Paris

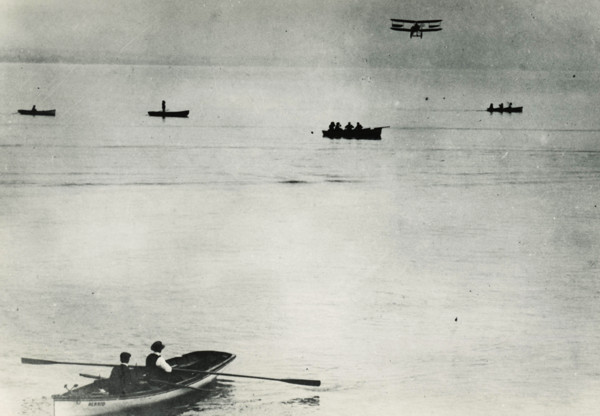
Die «Dufaux 4» am 28. August 1910 über dem Genfersee

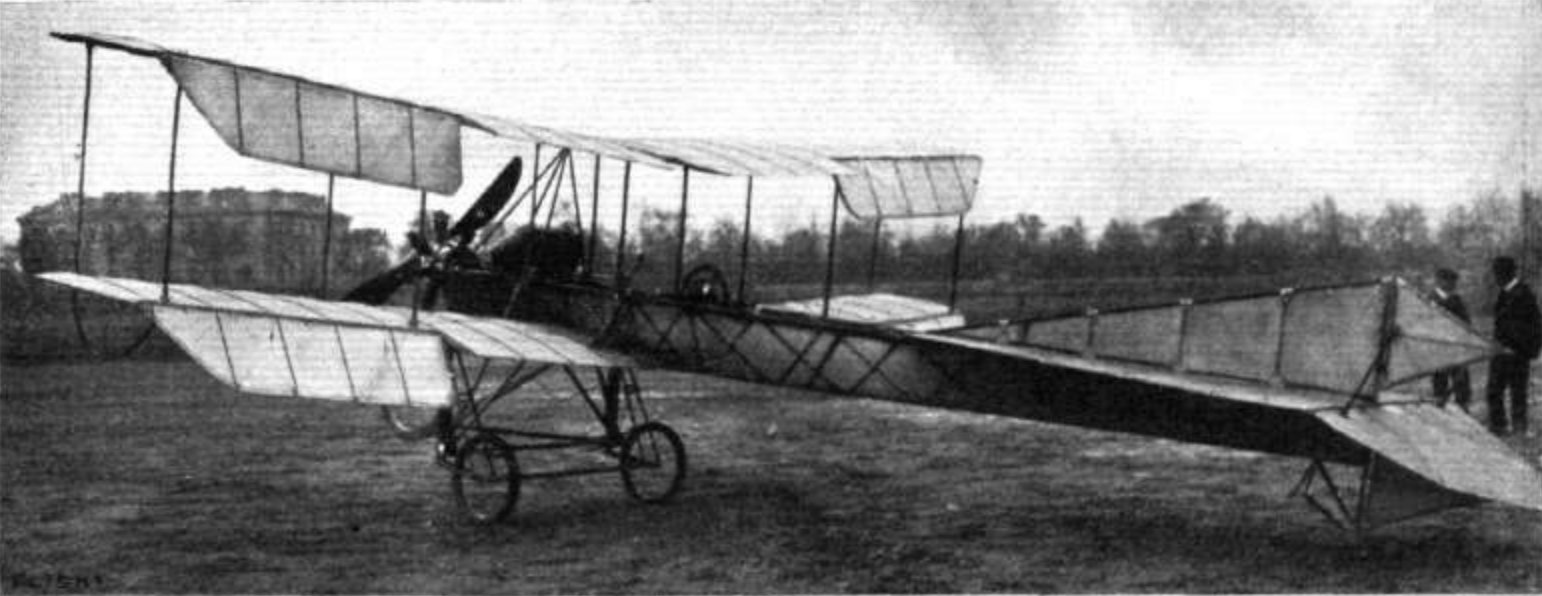
Die «Dufaux 4», 25. März 1911

In der von ihnen gegründeten Motosacoche SA Dufaux & Cie produzierten sie unter anderem in Europa sehr erfolgreiche Motorräder. Sie entwickelten ab 1902 einen Kipprotor (convertible) und konstruierten gemeinsam einen Helikopter, der am 24. Februar 1904 zum Patent angemeldet und am 14. April 1905 erstmals öffentlich vorgeführt wurde.
Vom Flugzeugbau waren die Brüder ebenfalls fasziniert. Für ihre ersten Konstruktionen bauten sie die erforderlichen leichten Motoren selbst. Die «Dufaux 1» war ein 17 Kilogramm schwerer Hubschrauber; das Modell 2 – ein Flugzeug – blieb mit seinen acht Flügeln leider flugunfähig und die «Dufaux 3» stürzte beim Erstflug ab.
In die Luftfahrtgeschichte gingen die Brüder dann mit ihrer «Dufaux 4» ein. Ende 1909 hatten die Automobilpioniere Perrot Duval zur Förderung der Luftfahrtentwicklung ein Preisgeld von seinerzeit stattlichen 5'000 Schweizer Franken ausgeschrieben. Nach anfänglichen Fehlschlägen absolvierten Armand und Henri mit dem «Dufaux 4»-Doppeldecker im Juni und Juli 1910 erfolgreiche Testflüge über acht, am 10. Juli über 23 Kilometer und am 12. Juli einen 31-minütigen Flug in der Nähe von Viry. Am 28. August 1910 startete Armand um 5:45 Uhr bei Noville/St. Gingolph und flog unweit des Südufers in etwa 50 Metern Höhe über den Genfersee nach Genf – die rund 66 Kilometer lange Flugstreckte bewältigte er in 56 Minuten und 5 Sekunden. Armand Dufaux hatte mit dieser Pionierleistung den weltweit bislang längsten Flug über offenes Wasser gewagt und gewann den ausgelobten Perrot Duval-Preis für die Überquerung des Genfersees auf seiner gesamten Länge.
Den verbesserten Doppeldecker Dufaux 5 führte Ernest Failloubaz der schweizerischen Armee vom 4. bis 6. September 1911  vor, indem er mit seinem Freund Gustave Lecoultre als Beobachter an den Manövern des 1. Armeekorps Aufklärungseinsätze flog. Trotz einer Bruchlandung am letzten Tag des dreitägigen Einsatzes markieren diese Flüge den Beginn der schweizerischen Militärluftfahrt.
Während der nächsten Monate unternahmen die Brüder Dufaux zahlreiche weitere Flüge und beteiligten sich mit anderen bekannten Persönlichkeiten – beispielsweise mit Pierre Emile Taddéoli (1879–1920), Flugboot-Pionier und bis 1920 Chefpilot der Ad Astra Aero – an Flugmeetings, die sie bis in die USA führten. In den Folgejahren trennten sich die Wege der Brüder und Armand arbeitete von 1913 bis zu seinem Lebensende als Techniker und Ingenieur in Frankreich, während sich Henri hauptsächlich der Malerei widmete. Armand Dufaux konstruierte 1915/17 für die Französischen Luftstreitkräfte zwei Jagdflugzeuge (Dufaux C1 und C2), die aber nicht über das Versuchsstadium hinauskamen. Er liess eine grössere Anzahl seiner Erfindungen patentieren und blieb bis in die 1920er-Jahre im Flugzeugbau tätig. Danach widmete er sich der Konstruktion von Automobilen und entwarf unter anderem auch Rennschlitten. Zusammen mit seinem Bruder wurde er am 13. März 1931 zum Ordensträger der Légion d’honneur ernannt. Verheiratet mit Marcelle Zavatero kehrte er 1939 in die Schweiz zurück und verstarb am 17. Juli 1941 in Genf. Seine letzte Ruhestätte fand Armand Dufaux auf dem Friedhof des Genfer Vororts Le Petit-Saconnex.
An das gemeinsame Werk der Brüder erinnert eine 1977 veröffentlichte Briefmarke der schweizerischen Post. «Die Gebrüder Dufaux können in Anspruch nehmen, den Motorflug in der Schweiz vom Stadium des Experimentierens, der Theorie, in die Praxis hinüber gebracht zu haben.»

## Projekt «Faux Dufaux»
Am 28. August 2010 sollte die fliegerische Pioniertat der Brüder Dufaux wiederholt und der Genfersee vom Schweizer Astronauten Claude Nicollier entlang der historischen Strecke von 1910 überflogen werden. Die Arbeitsgruppe «Faux Dufaux» wollte zum 100. Jubiläum des Flugs die im Verkehrshaus Luzern ausgestellte «Dufaux 4», das älteste erhaltene Schweizer Flugzeug, nachbauen. Am Projekt mit einem Kostenrahmen von 4,7 Mio. Schweizer Franken beteiligen sich insgesamt rund 3'000 Helfer – Privatpersonen, Lehrbeauftragte, Lehrlinge und Studenten – von ETH Lausanne, Westschweizer Berufs- und Fachhochschulen.
Das Schweizer Bundesamt für Zivilluftfahrt (BAZL) verweigerte jedoch bisher die Zulassung der Replik und verlangte die Neukonstruktion wesentlicher Teile. Nicollier gab im September 2011 an, seine guten Beziehungen zum BAZL nutzen zu wollen, um dem Dufaux-Nachbau doch noch zum Start zu verhelfen.